# Фрањо Пушкарић
Фрањо Пушкарић (1908 – 1937), студент филозофије и учесник Шпанског грађанског рата.

## Биографија
Рођен је 1908. године у Загорју, у сељачкој породици. Отац му је умро у Америци на раду. Већ 1927. године ступа у Хрватску сељачку странку.
На Загребачком свеучилишту био је студент филозофског факултета - радио међу студентима на учвршћењу ослободилачког покрета. Када се 1936. године на Загребачком свеучилишту основао Студентски савез Хрватске сељачке странке, који је окупио у својим редовима највећи број хрватских студената, Фрањо Пушкарић био је изабран за председника.
Чим је избила фашистичка интервенција у Шпанији, Фрањо, се прикључио добровољцима. У првим данима бојева на централном фронту код Мадрида Фрањо Пушкарић је нападао с хрватском четом „Матија Губец“, и у том нападу пао смртно рањен.